# Popisni okoliš (Avstrija)
Popisni okoliš (nem. Zählsprengel, okrajšano ZSP) je v uradni avstrijski statistiki najmanjša enota, za katero se ločeno zbirajo statistični podatki. Popisne okoliše upravlja Avstrijski statistični urad (STAT). Nadrejena enota je popisni okraj (Zählbezirk,ZB), Izjema je Dunaj, ki je kot zvezna dežela, okraj, občina in statutarno mesto, razdeljen na popisna območja (Zählgebiete).
Popisni okoliši so enote znotraj občine. Občine, ki so razdeljene na popisne okoliše, se imenujejo občine s popisnimi okoliši (Zählsprengelgemeinden). Občine, ki niso razdeljene na popisne okoliše (Nichtzählsprengelgemeinden), lahko obravnavamo tudi kot sestavljene iz enega samega popisnega okoliša.
Popisni okoliši so poleg naselij najmanjše enote, za katere so na voljo rezultati popisov prebivalstva in drugih raziskav, vključno s podatki o številu stavb, stanovanj, gospodinjstev: če je v enem popisnem okolišu več naselij, , so ta naselja najmanjše enote. Če je eno naselje razdeljeno na več popisnih okolišev, so ti popisni okoliši najmanjše enote.
Popisni okoliši niso upravne enote ali območja pristojnosti oblasti, temveč služijo  uradni statistiki. Lahko se spreminjajo glede na potrebe popisov in analiz, pri čemer se upošteva, da ostanejo rezultati popisov primerljivi.
Popisni okoliši so zelo različno veliki: obsegajo lahko en hektar, lahko pa tudi več sto, v manjših skupnostih pa tudi več tisoč hektarjev. Kot primer popisni okoliši občine Perchtoldsdorf južno od Dunaja:
| Gemeindekennzahl | Ime občine     | Zählsprengelnummer | Zählsprengelname                         | Površina |
| ---------------- | -------------- | ------------------ | ---------------------------------------- | -------- |
| 31719            | Perchtoldsdorf | 31719 000          | Perchtoldsdorf – Zentrum                 | 68,79    |
| 31719            | Perchtoldsdorf | 31719 010          | Hochstraße                               | 20,92    |
| 31719            | Perchtoldsdorf | 31719 020          | Villengebiet Sonnbergstraße              | 193,63   |
| 31719            | Perchtoldsdorf | 31719 021          | Perchtoldsdorf – West                    | 525,26   |
| 31719            | Perchtoldsdorf | 31719 022          | Grienauergasse – Brunner Gasse           | 27,68    |
| 31719            | Perchtoldsdorf | 31719 023          | Wiener Gasse – Mühl Gasse                | 24,98    |
| 31719            | Perchtoldsdorf | 31719 030          | Hintere Sossen – Höllriegel              | 50,03    |
| 31719            | Perchtoldsdorf | 31719 031          | Ketzergasse – Bahnzeile                  | 52,46    |
| 31719            | Perchtoldsdorf | 31719 032          | Römerfeldgasse – Mühlgasse – Mozartgasse | 54,85    |
| 31719            | Perchtoldsdorf | 31719 033          | Greiner Straße – Eigenheimstraße         | 49,26    |
| 31719            | Perchtoldsdorf | 31719 034          | Wohnanlage Aspettengasse                 | 9,00     |
| 31719            | Perchtoldsdorf | 31719 040          | Wohnblock Klieber Gasse                  | 1,33     |
| 31719            | Perchtoldsdorf | 31719 050          | Perchtoldsdorf – Ost                     | 116,55   |
| 31719            | Perchtoldsdorf | 31719 060          | Tirolerhofsiedlung                       | 64,64    |